# Francis Gerard Thomas
Francis Gerard Thomas (Stone, 29 maggio 1930 – Beaconsfield, 25 dicembre 1988) è stato un vescovo cattolico britannico.

## Biografia
Francis Gerard Thomas nacque il 29 maggio 1930 a Stone, nello Staffordshire.
Studiò presso il St Mary's College a Oscott, una zona di Birmingham e fu ordinato presbitero il 5 giugno 1955 incardinandosi nell'arcidiocesi di Birmingham. Svolse il suo servizio pastorale in diverse parrocchie e fu rettore del St Mary's College.
Il 27 agosto 1972 papa Giovanni Paolo II lo nominò vescovo di Northampton. Ricevette l'ordinazione episcopale il 29 settembre successivo per imposizione delle mani del cardinale Basil Hume.
Durante gli anni del suo ministero concentrò la propria azione sul rafforzamento delle comunità parrocchiali e la promozione delle vocazioni, nonché affrontando i cambiamenti sociali in corso nel Regno Unito durante gli anni ottanta. Da esperto teologo, negli anni curò anche le relazioni ecumeniche, in particolare quelle con la Chiesa anglicana.
Dopo aver retto la diocesi per 6 anni, morì dopo una lunga malattia il 25 dicembre 1988 presso il Bon Secours Hospital a Beaconsfield, all'età di 58 anni.

## Genealogia episcopale
La genealogia episcopale è:
- Cardinale Scipione Rebiba
- Cardinale Giulio Antonio Santori
- Cardinale Girolamo Bernerio, O.P.
- Arcivescovo Galeazzo Sanvitale
- Cardinale Ludovico Ludovisi
- Cardinale Luigi Caetani
- Cardinale Ulderico Carpegna
- Cardinale Paluzzo Paluzzi Altieri degli Albertoni
- Papa Benedetto XIII
- Papa Benedetto XIV
- Papa Clemente XIII
- Cardinale Marcantonio Colonna
- Cardinale Giacinto Sigismondo Gerdil, B.
- Cardinale Giulio Maria della Somaglia
- Cardinale Carlo Odescalchi, S.I.
- Cardinale Costantino Patrizi Naro
- Cardinale Serafino Vannutelli
- Cardinale Domenico Serafini, Cong. Subl. O.S.B.
- Cardinale Pietro Fumasoni Biondi
- Arcivescovo Filippo Bernardini
- Vescovo Franziskus von Streng
- Arcivescovo Bruno Bernard Heim
- Cardinale Basil Hume, O.S.B.
- Vescovo Francis Gerard Thomas